# ELA-3

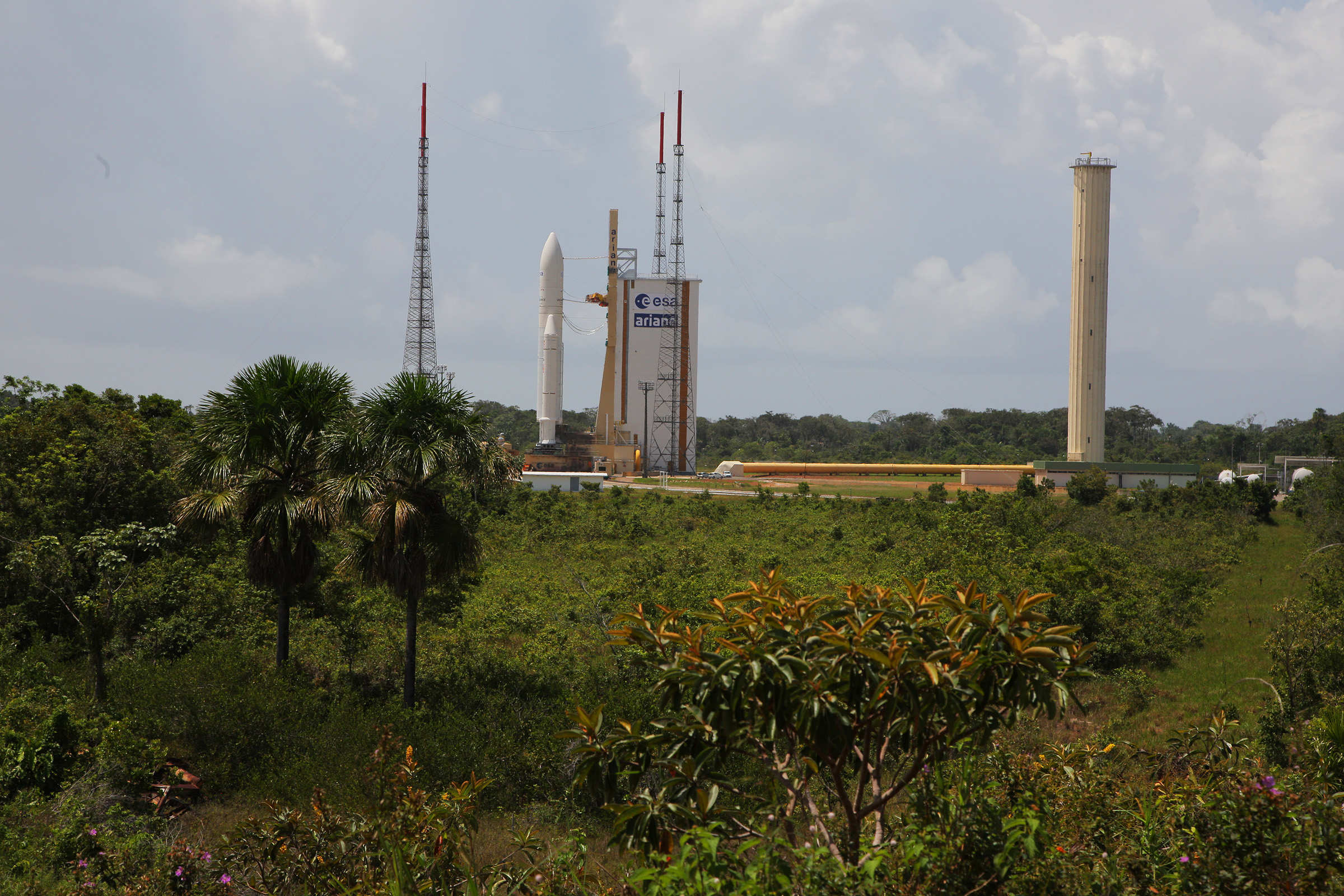
Startplatz der Ariane 5 (ELA-3) im Guyana-Weltraumzentrum

ELA-3 (Ensembles de Lancement Ariane 3) ist eine Raketenstartrampe des Guyana-Weltraumzentrums, von der aus in den Jahren 1996 bis 2023 die Ariane 5 startete. Ab frühestens 2026 soll ELA-3 für Starts der Vega-E genutzt werden.
Die Größe des Gesamtkomplexes ELA-3 beträgt 15 km2.

## Galerie

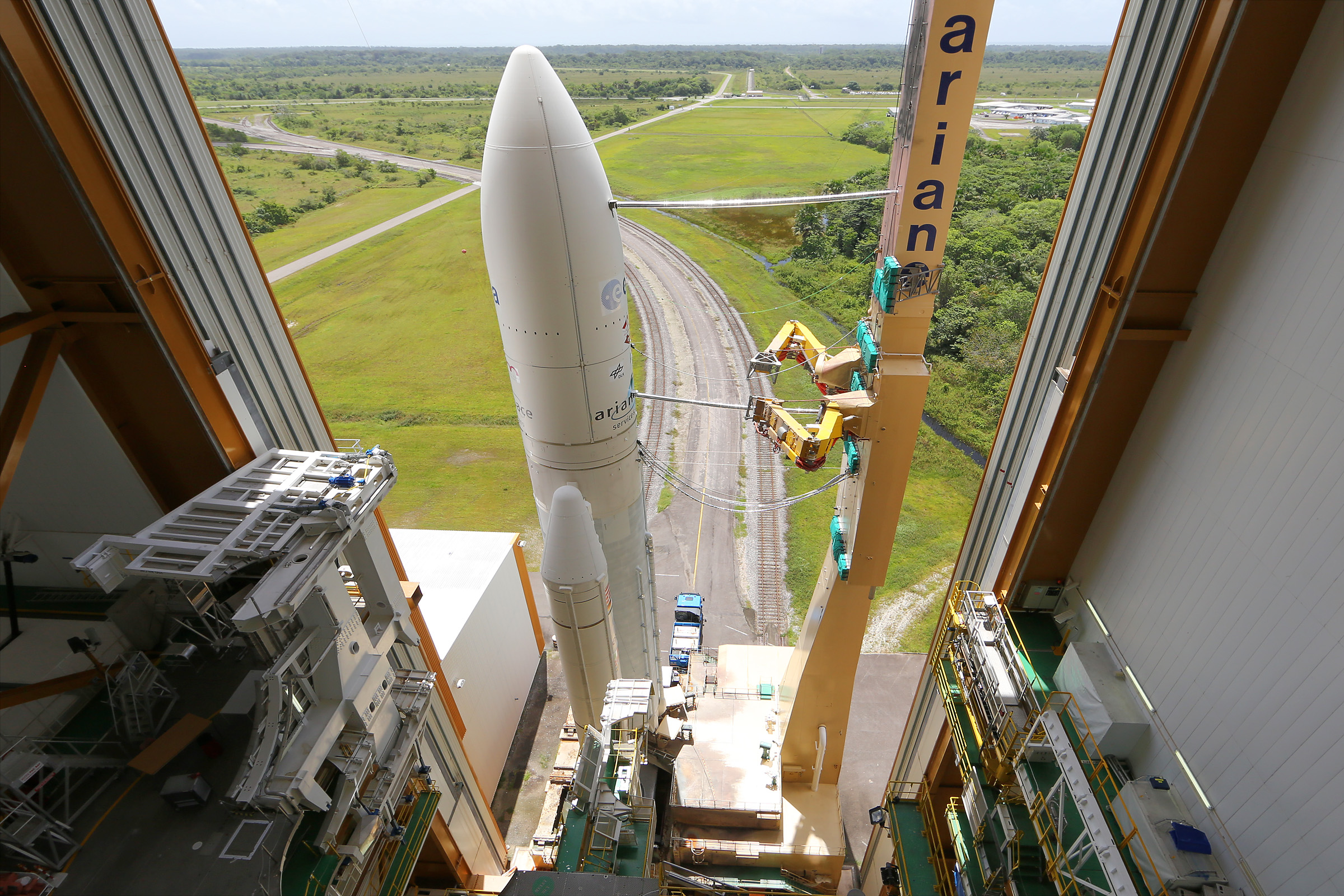
Ariane 5 ES rollt aus der Halle
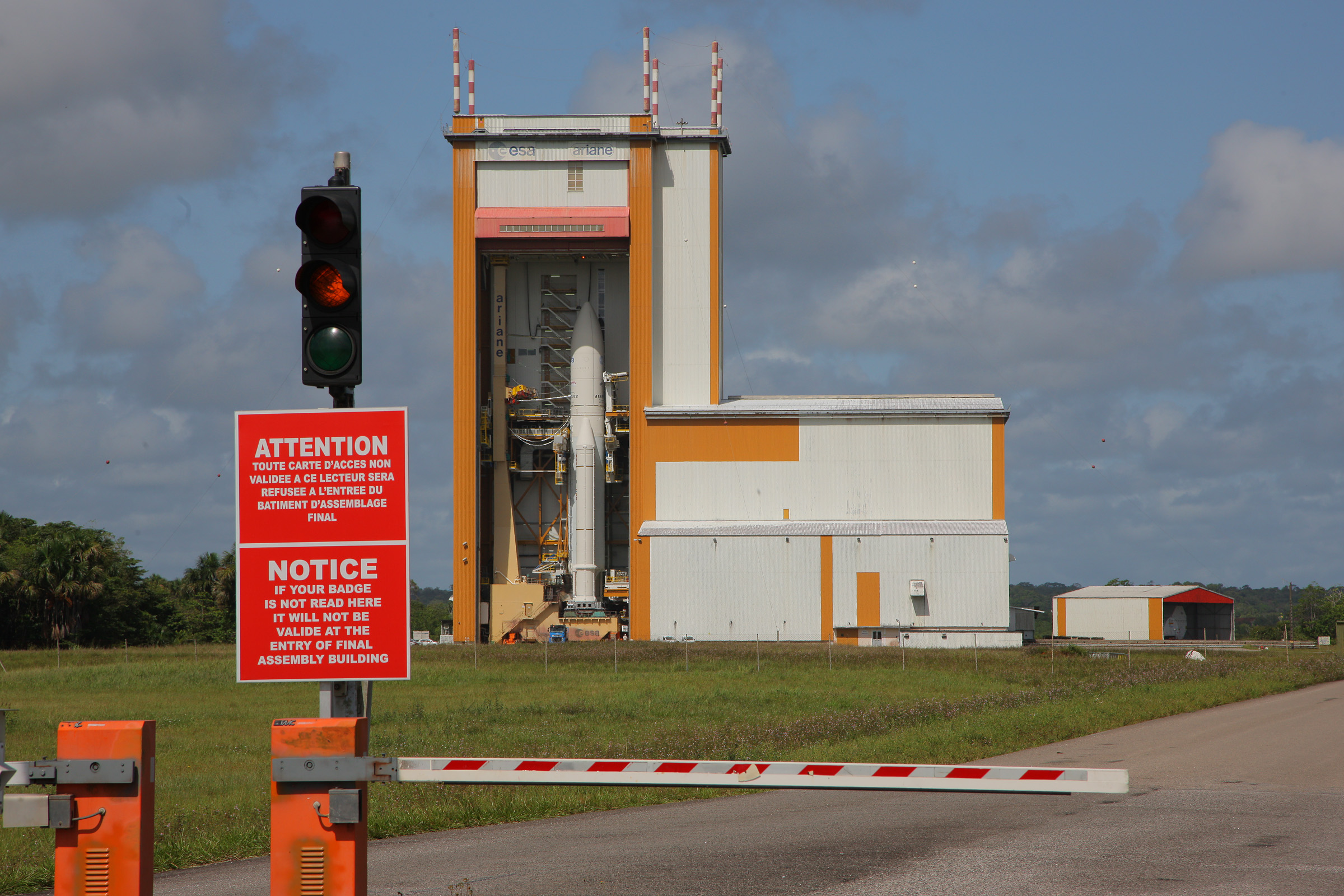
Ariane 5 ES rollt aus der Halle
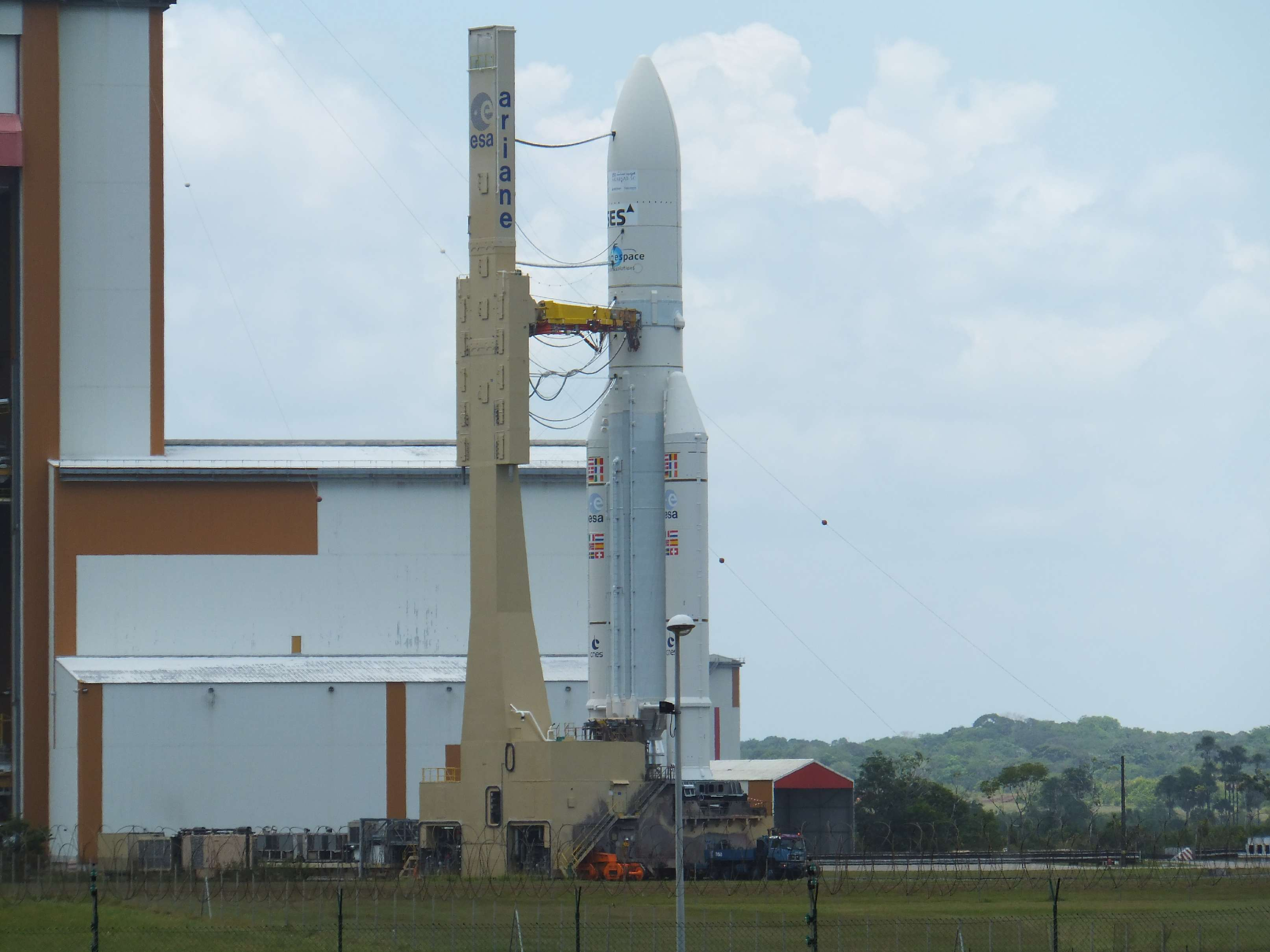
Ariane 5 ECA auf dem Weg zur Startrampe
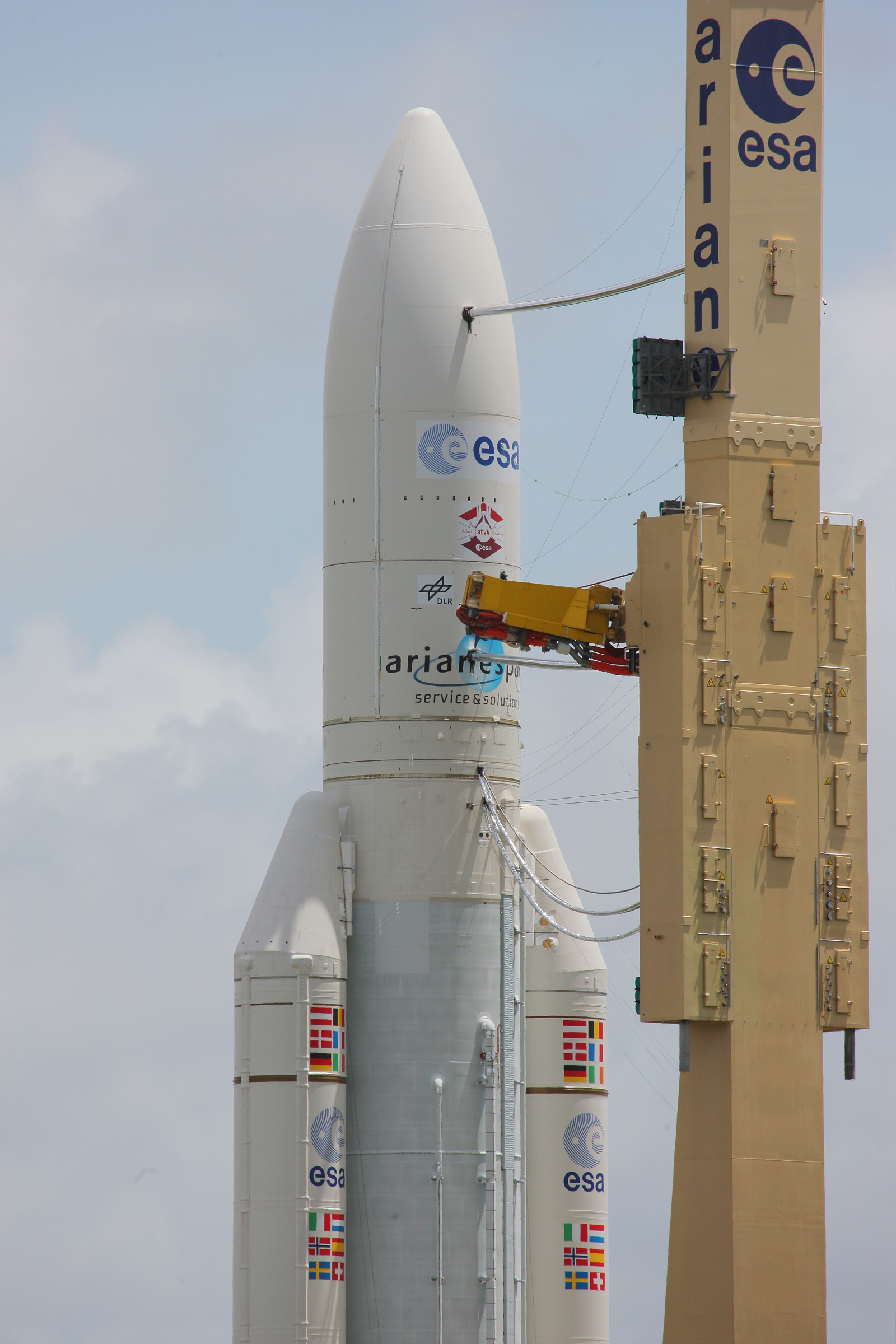
Ogive-Spitze einer Ariane 5ES
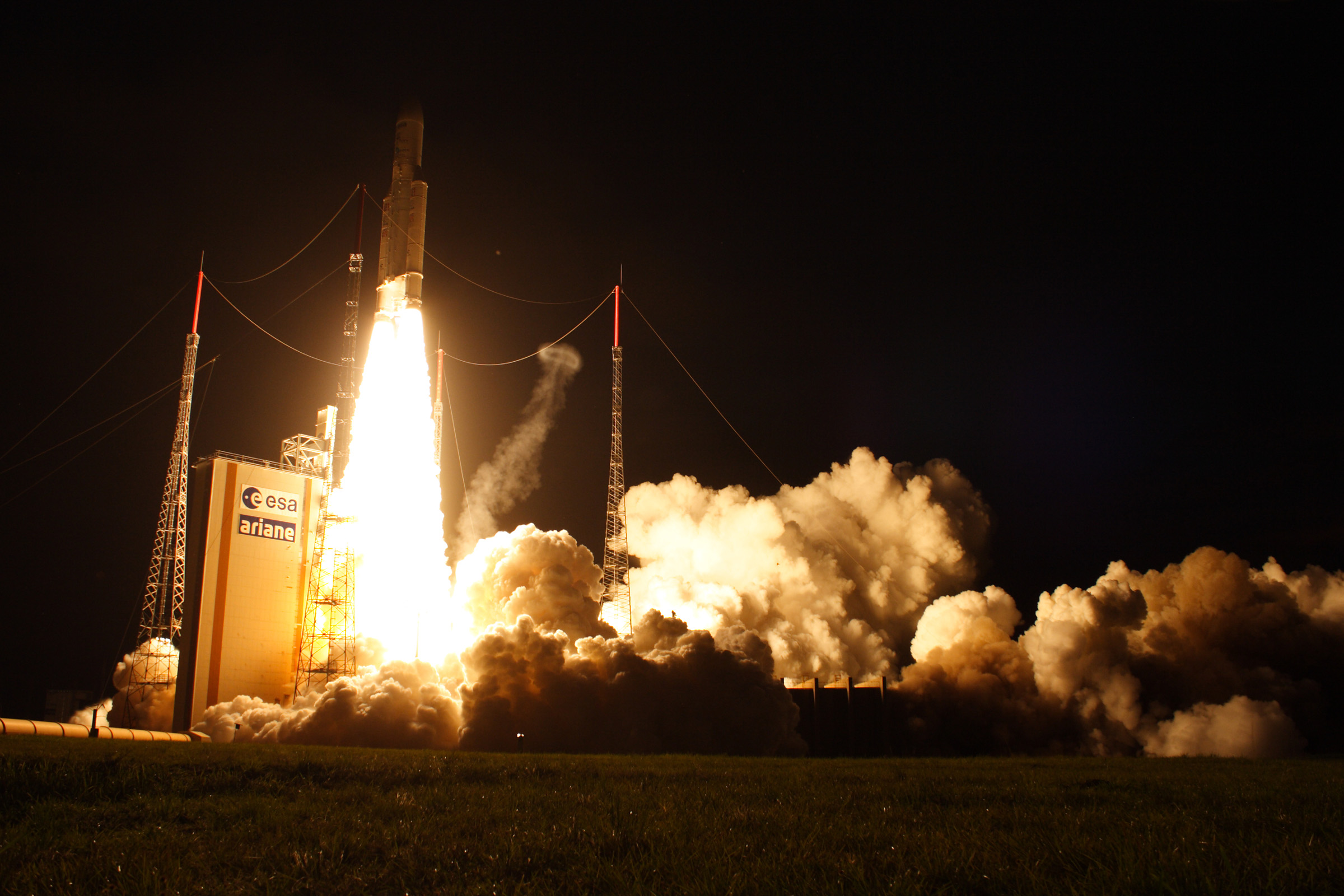
Start einer Ariane 5 ES